# James McLendon
Œuvres principales
- La Cavale d’Eddie Macon (1980)

James McLendon, né le 7 mars 1942 à Starke en Floride et mort le 12 mars 1982 à Punta Gorda en Floride, est un journaliste et écrivain américain.

## Biographie
Son père était directeur d'une prison de Floride et c'est dans les bâtiments de cette institution d'État que James McLendon réside pendant les dix-huit premières années de sa vie. Il travaille ensuite comme reporter pour les journaux The St. Augustine Record et The Key West Citizen. Il publie en 1972 un essai sur Ernest Hemingway, basé sur des entretiens avec ses amis, et, en 1976, une étude historique de Long Key, une des îles de l'archipel des Keys en Floride. 
Son premier roman policier, Les Travailleurs de la mort (Deathwork, 1977), fondé sur des cas authentiques, relate le travail du gardien-chef et de son équipe qui doivent exécuter quatre condamnés à mort sur la chaise électrique. James McLendon donne ensuite La Cavale d’Eddie Macon (Eddie Macon's Run, 1980), qui reçoit en France le prix Mystère de la critique en 1983, et qui est adapté la même année au cinéma par Jeff Kanew sous le titre Un flic aux trousses (Eddie Macon's Run).

## Œuvre

### Romans policiers
- Deathwork (1977) Publié en français sous le titre Les Travailleurs de la mort, traduit par Anne Abihssira, Paris, Éditions Robert Laffont, 1979, 336 p.  (ISBN 2-221-00416-7)
- Eddie Macon's Run (1980) Publié en français sous le titre La Cavale d’Eddie Macon, traduit par Béatrice Commengé, Paris, Éditions Denoël, coll. « Sueurs froides », 1982, 228 p.  (ISBN 2-207-22804-5)

### Essais
- Papa; Hemingway in Key West (1972)
- Pioneer in the Florida Keys: The Life and Times of Del Layton (1976)

## Adaptation
- 1983 : Un flic aux trousses (Eddie Macon's Run), film américain réalisé par Jeff Kanew, d'après le roman éponyme, avec Kirk Douglas et John Schneider

## Sources
- Claude Mesplède, Dictionnaire des littératures policières, vol. 2 : J - Z, Nantes, Joseph K, coll. « Temps noir », 2007, 1086 p. (ISBN 978-2-910-68645-1, OCLC 315873361), p. 271.